# Estado de Damasco
El Estado de Damasco (en francés: État de Damas; en árabe: دولة دمشق‎, Dawlat Dimashq) fue uno de los seis estados establecidos por el general francés Henri Gouraud en el mandato francés de Siria después de la conferencia de San Remo de 1920 y la derrota de la efímera monarquía del rey Faisal en Siria.
Los otros estados fueron el Estado de Alepo (1920), el Estado de los alauitas (1920), el Estado druso Yábal al-Druz (1921), el Sanjacado de Alejandreta (1921) y el Estado del Gran Líbano (1920) que después se convirtiria en el actual país del Líbano.

## Establecimiento
El Estado de Damasco fue declarado por el general francés Henri Gouraud el 3 de septiembre de 1920, con Damasco como capital. El primer presidente del nuevo estado fue Haqqi Al-Azm  El estado de Damasco incluía Damasco y su región circundante, además de las ciudades de Homs, Hama y el valle del río Orontes.
El nuevo estado de Damasco perdió cuatro subdistritos que habían sido parte del valiato de Damasco durante la época otomana al Monte Líbano, principalmente cristiano, para crear el nuevo Estado del Gran Líbano. El territorio separado de Damasco corresponde hoy al valle de la Becá al sur de Líbano. Damasco, y más tarde Siria, protestaron continuamente por la separación de estas tierras y siguieron exigiendo su devolución durante todo el período del mandato. La población de estas regiones, mayoritariamente musulmana, también protestó por la separación de Damasco.

## Federación Siria y el Estado de Siria
El 28 de junio de 1922, el general Gouraud anunció la Federación Siria que incluía los estados de Damasco, Alepo y el estado alauita. En 1924, el Estado alauita se volvió a separar. La Federación Siria se convirtió en el Estado de Siria el 1 de enero de 1925.

## Población
| Distribución general de la población en el estado de Damasco según el censo francés de 1921-22 |            |            |
| Religión                                                                                       | habitantes | Porcentaje |
| sunita                                                                                         | 447 000    | 75,1%      |
| cristianos                                                                                     | 67 000     | 11,3%      |
| extranjeros                                                                                    | 49 000     | 8,2%       |
| Doce años                                                                                      | 9 000      | 1,5%       |
| ismaelitas                                                                                     | 8 000      | 1,3%       |
| judíos                                                                                         | 6 000      | 1,1%       |
| alauitas                                                                                       | 5 000      | 0,8%       |
| drusos                                                                                         | 4 000      | 0,7%       |
| Total                                                                                          | 595 000    | 100%       |